# IV. Károly Emánuel szárd–piemonti király
Savoyai Károly Emánuel (olaszul: Carlo Emmanuele di Savoia, franciául: Charles-Emmanuel de Savoie); (* Torino, 1751. május 24. – † Róma, 1819. október 6.), a Savoyai-ház tagja, 1796–1802-ig IV. Károly Emánuel néven szárd–piemonti király, 1796–1819-ig e néven Savoya és Piemont uralkodó hercege. Neve piemonti nyelvjárásban Carlou-Emanuel.

## Élete

### Származása
Károly Emánuel savoyai herceg 1751-ben született Torinóban, a Szárd–Piemonti Királyság fővárosában. Édesapja a Savoyai-házból való III. Viktor Amadé szárd–piemonti király volt, Savoya hercege (1726–1796), III. Károly Emánuel szárd–piemonti király és Polixénia Krisztina hessen–rheinfels–rottenburgi tartománygrófnő (Landgräfin, 1706–1735) fia.
Édesanyja a Bourbon-házból való Mária Antonietta spanyol infánsnő (1729–1785) volt, V. Fülöp spanyol király és Farnese Erzsébet (Izabella) parmai hercegnő leánya.
A szülők 12 gyermekéből kilencen érték meg a felnőttkort. Az öt túlélő fivérből hárman követték apjukat a szárd–piemonti királyi trónon. Két nővérükből francia királyné lett, apjuk két francia királyhoz – ugyancsak két fivérhez – adta őket feleségül:
1. Károly Emánuel herceg (1751–1819), 1796–1802-ig szárd–piemonti király, aki Klotild francia királyi hercegnőt vette feleségül.
2. Mária Erzsébet Sarolta (Carlota) hercegnő (1752–1755), kisgyermekként meghalt.
3. Mária Jozefina Lujza hercegnő (1753–1810), aki XVIII. Lajos francia királyhoz ment feleségül.
4. Amadé Sándor (1754–1755), Montferrat hercege, kisgyermekként meghalt.
5. Mária Terézia (1756–1805), aki X. Károly francia királyhoz ment feleségül.
6. Mária Anna (1757–1824), aki nagybátyjához, Savoyai Benedek herceghez, Chablais hercegéhez (1741–1808) ment feleségül.
7. Viktor Emánuel herceg (1759–1824), 1802–1821-ig szárd–piemonti király. Habsburg–Estei Mária Terézia Johanna főhercegnőt vette feleségül.
8. Mária Krisztina Jozefina (1760–1768), Szardínia hercegnője, gyermekkorban meghalt.
9. Móric József Mária (1762–1799), Montferrat hercege.
10. Mária Karolina Antonietta hercegnő (1764–1782), aki I. Antal szász királyhoz ment férjhez.
11. Károly Félix (1765–1831), 1821–1831-ig szárd–piemonti király, aki Mária Krisztina Amália nápoly–szicíliai királyi hercegnőt (1779–1849), I. Ferdinánd király és Mária Karolina Lujza főhercegnő leányát vette feleségül.
12. József Benedek (Giuseppe Benedetto, 1766-1802), Maurienne és Asti hercege.

### Ifjúsága
IV. Károly Emánuel herceg mélyen vallásos, befelé forduló, érzékeny idegrendszerű, meditálásra és depresszióra hajlamos személyiség volt. Kiváló oktatásban részesült a tudós Giacinto Gerdil atyának, a Torinói Egyetem tanárának irányításával. (A paptanárt később püspökké nevezték ki).
1773-ban nagyapja, III. Károly Emánuel királynak halálával és apja, III. Viktor Amadé király trónra lépésével Károly Emánuel savoyai herceg a Szárd–Piemonti Királyság trónörökösévé vált, és megkapta Piemont hercegének címét.

### Házassága
1775. szeptember 6-án Chambéryben feleségül vette Mária Klotild francia királyi hercegnő (1759–1802), Lajos Ferdinánd francia királyi herceg, trónörökös (Louis Ferdinand de Bourbon, dauphin de Viennois, 1729–1765) és Mária Jozefa Karolina szász hercegnő (1731–1767) leányát, XVI. Lajos király húgát, az 1774-ben elhunyt XV. Lajos unokáját. A fiatalok politikai alapon szervezett érdekházasságot kötöttek, mégis hamarosan megszerették egymást. Az utódok létrehozására tett minden erőfeszítésük ellenére házasságuk gyermektelen maradt.
Felesége révén Károly Emánuel herceg közvetlen családi kapcsolatba került a francia királyi családdal. A hatalomra jutott jakobinusok 1793-ban halálra ítélték és guillotine alá küldték XVI. Lajos királyt és Marie Antoinette királynét (Mária Klotild piemonti hercegné bátyját és sógornőjét), valamint Erzsébet királyi hercegnőt, Mária Klotild és XVI. Lajos legfiatalabb húgát is.

### Rövid uralkodása Napóleon árnyékában
1796-ban Bonaparte tábornok első észak-itáliai hadjárata során a Szárd–Piemonti Királyság, Ausztria szövetségeseként vereséget szenvedett és a párizsi békeszerződés értelmében elveszítette területének nagy részét: Nizzát és több piemonti várost, így Cuneót és Tortosát is. A francia hadsereg szabad mozgást kapott a Királyság egész területén. (Savoyát már 1792 óta megszállva tartotta a francia haderő). Apja, a 70 éves III. Viktor Amadé király az országát ért megaláztatások után néhány hónappal, 1796 október 16-án elhunyt, trónját legidősebb fia örökölte, aki IV. Károly Emánuel néven Savoya (címzetes) hercege és szárd–piemonti király lett.
Nehéz helyzetet, csonka országot örökölt. A katonai vereségek nyomán az elcsatolt tartományokban berendezkedett a francia köztársasági közigazgatás. A konszolidálódó Franciaország erős és sikeres propagandát folytatott a savoyai és piemonti lakosság körében. Napóleon katonai sikerei és a Direktórium politikai intézkedései kedvező visszhangra találtak, a Királyság lakosainak körében erősödött a franciabarátság.
A feleségének családját ért tragédiából okulva Károly Emánuel király megkísérelt ellenállni a Francia Köztársaságból irányított fellazításnak és bomlasztásnak. A francia haderő fenyegető jelenlétének ellenére megtűrte országában a francia emigránsok titkos szervezkedését, és erőszakkal próbált gátat vetni a forradalmi eszmék terjedésének. Fegyveres összetűzésbe is keveredett Genovával, Torino ősi vetélytársával, ahol a republikánus eszmék termékeny talajra találtak. A francia direktórium utasítására Joubert tábornok (1769–1799) hadseregével 1798. december 6-án elfoglalta Torinót, és arra kényszerítette Károly Emánuelt, hogy lemondjon összes megmaradt európai szárazföldi tartományáról (Piemont, Liguria, Ciszalpinia). A tárgyalások során a francia parancsnok túszként visszatartotta a király öccsét, Viktor Emánuelt, Aosta hercegét, akit utóbb elengedtek, a helyette önként jelentkező Damiano di Priocca miniszterért cserébe. Az ország hivatalos átruházására december 8-án került sor.

### Emigrációban
A királyi család és az udvartartás december 9-én harminc kocsin elhagyta Torinót. Parmán és Toszkánán keresztül először Rómába utaztak, ahol Károly Emánuel hódoló látogatást tett VI. Piusz pápánál, segítséget keresve. Ezután visszavonult vissza egyetlen megmaradt birtokára, Szardíniára, amely a francia haderő számára elérhetetlen volt, a brit flotta jelenléte miatt.
1799-ben, a Napóleon elleni második koalíció háborújában az osztrák–orosz szövetséges csapatok átmenetileg elfoglalták Piemontot. Károly Emánuel Toszkánába utazott. Remélte, hogy visszatérhet országába. Az 1800. június 14-i marengói csatavesztés azonban szétfoszlatta reményeit. Feleségével együtt elhagyták Firenzét, Folignóban tisztelgő látogatást tettek az új pápánál, VII. Piusznál is, majd Rómába utaztak. Itt a dúsgazdag Colonna-család vendégeiként éltek, akik rokonságban álltak a Savoya–Carignano családdal.

### Lemondása, utolsó évei
1802. március 7-én, a nápolyi királyi családnál tett látogatás során váratlanul elhunyt a felesége, Mária Klotild királyné. Károly Emánuelt annyira megviselte a veszteség, hogy lemondott királyi címéről az öröklés rendjében soron következő öccse, Viktor Emánuel javára. Savoya (címzetes) hercegének címét, IV. Károly Emánuel néven továbbra is megtartotta. Utódjának királyi hatalma csak Szardínia szigetére terjedt ki, 1806-ban Viktor Emánuel hivatalosan is áthelyezte a királyi székhelyet Cagliariba.
A lemondott Károly Emánuel novíciusként bevonult a jezsuiták római kolostorába (Noviziato della Compagnia di Gesù). Igen egyszerű körülmények között – bár a „király” megszólítást megtartva – élt Rómában és Frascatiban, ahol gyakran vendégeskedett másodfokú unokafivérénél, Henry Benedict Stuart bíborosnál, York hercegénél, a Stuart-ház utolsó élő tagjánál. Jezsuita szerzetesként fejezte be életét 1819-ben. Rómában, a jezsuiták Sant’Andrea al Quirinale templomában temették el, sírja ma is itt található.

### Utódlása
Napóleon hatalma még Károly Emánuel életében, 1814-ben megtört. A bécsi kongresszus döntése alapján I. Viktor Emánuel király visszakapta valamennyi korábbi tartományát, helyreállította a Szárd–Piemonti Királyság egységét és középkori intézményrendszerét. Szélsőségesen konzervatív politikája („il buon governo”) következtében felkelések törtek ki ellene, ennek nyomán már 1821-ben lemondásra kényszerült, helyére legifjabb öccse, Károly Félix lépett.

## Külső hivatkozások
- Életrajzi, családi adatai.
- Szardínia története (olaszul)
- http://www.jacobite.ca/kings/charles4.htm A brit jakobiták honlapján: „IV. Károly angol király”.

| Előző uralkodó: III. Viktor Amadé | Szárd–piemonti király 1796 – 1802 Savoyai-ház | Következő uralkodó: I. Viktor Emánuel |

| Előző uralkodó: III. Viktor Amadé herceg | Savoya uralkodó hercege 1796 – 1819 Savoyai-ház | Következő uralkodó: I. Viktor Emánuel herceg |